# على حافة الانتحار (كتاب)
على حافة الانتحار كتاب للكاتب المصري مصطفى محمود وجُمع من عدة مقالات نشرت في عام 1996 وتدور حول مواضيع أغلبها سياسية وبعضها فلسفي أو روحاني أو أدبي الطابع. خصص الكاتب لموضوع السلام بين إسرائيل والعرب الجزء الأكبر من كتابه وبنظرة تحليلية ناقدة ورافضة له، لا من حيث المبدء، بل من حيث الوقائع التي كانت على الأرض (آنذاك وما زالت)، حيث أنه يرى أن إسرائيل لا تريد سلاماً عادلاً، بقد ما هو تطويع وقبول من الطرف العربي لسلام من طرف واحد، بينما إسرائيل وبزعاماتها السياسية والدينية تزرع المزيد من الكراهية ضد العرب وآلتها العسكرية تُعمِلُ المجازر في لبنان آنذاك وما انفكت تتوسع باستمرار، على حساب شعب فلسطين الذي يتعرض لبطشها. أيضا لم يخلُ الكتاب من النقد الذاتي للمجتمعات العربية ويراها تغط في كسل وغفلة كبيرة، بينما أعداؤها (إسرائيل وأمريكا ودول غربية أخرى) في أوج نشاطهم للسيطرة على العالم العربي وإضعافه عسكريا واقتصاديا وثقافيا.

في جزء صغير من الكتاب توجه الكاتب بالقارئ نحو الصين الصاعدة حينها (عام 1996) ومتبأً بقيادة عالمية لها وحث الدولة المصرية على المسارعة بركوب قطار الإستثمارات وبناء العلاقات القوية معها.

## السلام مع إسرائيل
يرى الكاتب بأن السلام العادل هو الحل الحقيقي لمشكلة الصراع العربي الإسرائيلي، ولكنه وطبقا لما يراه من وقائع على الأرض، فإن الطرف الإسرائيلي ليست لديه نية جادة في السلام، الذي يُقصد منه سلام من طرف العرب، في حين أن إسرائيل تعاقب دولة وتدمر بنيتها التحتية وتقتل الكثير من سكانها الأبرياء وهي لبنان، بدعوى الانتقاك من حزب الله آنذاك، ويرى أن موقف أمريكا ودول الغرب الموالية لها سلبيُ وليس حياديا، بل متجاوب ومصادق للموقف الإسرائيلي نفسه.

يرى الكاتب أن التعاطي مع السلام يتطلب تعاون وتوحد وحذر الدول العربية، لأنه وبرغم اتفاقية السلام بين مصر وإسرائيل -كما يرى-، إلا أن إسرائيل ما زالت تطور أسلحتها الذرية والبيولوجية والكيميائية وتضعها على حدود مصر، بل وتساهم بتدمير الاقتصاد المصري عبر المساهمة بنشرف العملات المزيفة والمخدرات في مصر.

يرى الكاتب بأنه من المطلوب من الدول العربية وخاصة ما عرفه بدول المواجهة آنذاك أن تعي ما يُحاك لها وأن تكون حذرة في التعامل مع السلام الذي يُطلب منها اللحاق به. ويحث الكاتب هذه الدول على الشعور بالمسؤولية وبالخطر الذي قد يتفاقم إن لم تعمل هذه الدول على تبني سياسات تجعلها دولاً مستقلةً عسكرياً واقتصادياً.

## الصُّهيونية العالمية
يؤكد الكاتب على أن الصهيونية العالمية تهدف إلى تطويع شعوب العالم وإخلائها من القيم والمبادئ الدينية والإنسانية. ولتحقيق ذلك، فإنها تسيطر على مراكز مهمة في صناعة القرار العالمي، في الولايات المتحدة وغيرها وتتحكم برؤوس الأموال الضخمة وبوسائل الإعلام التي تمكنها من دس أفكارها وترويجها في أنحاء العالم الختلفة، وخاصة في الدول العربية. يذكر الكاتب أيضا أنه وبرغم وجود مشكلة دينية في رؤية المجتمع الإسرائيلي لنفسه كشعب مختار، وبأن الرب سخر لهم سائر البشر، إلا أن كبار الصهيونية أنفسهم ملحدون وليسوا من المؤمنين.
أيضا يتهم الكاتب الصهيونية العالمية بخلط الألفاظ وتبديل الحقائق، فيضرب مثالاً كيف أنها تنشر فكرة أن من يفجر نفسه أو من يقاوم الاحتلال إرهابي بينما لا يتم تصوير ما تقوم به إسرائيل من جرائم حرب -وفق تعبير الكاتب- إلا على أنه دفاع عن النفس في مقابل محيط يُكن لها العداء. وتُبارك أمريكا وأوروبا هذا الوصف، بل وتتبع الصهيونية وإسرائيل ما هو أكبر من ذلك باختلاق مصطلحات مضللِة مثل معاداة السامية، والتي تُطبق على اليهود فقط، بينما لا تُطبق على العرب مع أنهم ساميون أيضا. ثم يواصل الكاتب كلامه بالحديث عن المحرقة النازية وبأن أعداد الضحايا تمت المبالغة فيها وبأن من يشكك في تلك الأرقام فيعتد معاديا للسامية ومخالفاً للقوانين في أمريكا وأوروبا ويستشهد بالحكم على جارودي بالسجن في فرنسا لذكره بأن عدد الضحايا كان أقل، حيث أن مجموع اليهود في ألمانيا آنذاك لم يتعدى المليون -حسب ما قال به جارودي-.

### تشويه صورة الإسلام
يسرد الكاتب ملاحظاته حول الخطط الصهيونية لتشويه صورة الإسلام بوسائل عدة. من أهم هذه الوسائل استخدام ودعم اسلاميين متطرفين -حسب وصف الكاتب- لتدمير الحضارة الإسلامية من الداخل. ويذكر كمثال دعم الجماعات الجهادية الأفغانية بالأسلحة لتتصارع فيما بينها يعد هزيمة الاتحاد السوفييتي وخروجه من أفغانستان. كما يذكر الكاتب بأن على المسلمين التعامل مع العصر ومع معطياته الجديدة ويحث على نقد الموروث القديم ويشير إلى تناقضات في سلوك بعض الإسلاميين في التعايش مع معطيات العصر الجديدة.

## اللغة الأقدم
يرى الكاتب بأن العبرية لغة فقيرة بحروفها ال19 والتي طورت بأن أضيف إليها عدة حروف أخرى لتصل إلى 22 وبأن جذورها اللغوية تقل كثيرا عن عدد جذور اللغة العربية وعددها 16000 مقابل 2500 جذر للغة العبرية. كما يقارن عمر اللغتين ويذكر بأن عمر اللغة العبرية التي تم احياؤها بعد موتها -حسب وصفه- يقل عن 4000 سنة، وبأن أقدم تشريع مكتوب «تشريع حمورابي» هو باللغة الآرامية «العربية القديمة» وعمره 4430 سنة. يقدم الكاتب أيضا أمثلة على تأثر اللغة اليونانية والعبرية واقتباسها من اللغة العربية الأقدم منهما (كمثال يذكر alphabeta باليونانية وهي لا معنى لها إلا بالعربية: ألف وباء وتاء)، وبذلك يخلص الكاتب إلى أن اللغة العربية هي أقدم اللغات وهي اللسان الذي تكلم به آدم ومنه خرجت باقي اللغات. وكان الكاتب قد استشهد في كتاب آخر له بعنوان «عالم الأسرار» بما نشرته الكاتبة تحية عبد العزيز إسماعيل في كتاب لها بعنوان «اللغة العربية أصل اللغات» وهو بالإنجليزية. كما يشير إلى اللغة الارامية -العربية القديمة- التي تحدث بها إبراهيم انبثقت عنها اللغة العبرية ويأتي ببعض الاقتباسات من التوراة ليعطي أمثلة على طرحه.
يخلص الكاتب إلى أن الصهيونية تحاول إثبات أن اللغة العبرية واللغة اليونانية أقدم من العربية وهو ما يراه غير ممكن الإثبات علميا، بل العكس هو الممكن الوحيد وفق تعبيره. كما يشير إلى أن هناك مساع تبذل لإماتة اللغة العربية وجعلها غير مستعملة بدواع عديدة.

## المصير ومسيرة التاريخ
يذكر الكاتب في مواطن عديدة بما ذكرته الكتب السماوية عن علو إسرائيل في الأرض وبأن بلوغ قمة هذا العلو سيقرب من النهاية والأفول لها. ويذكر بأن عجلة التاريخ تدور باستمرار وبأن الظلم لا بد سينتهي لأن هناك ربا للكون لن يسمح للظلم الذي طغت الصهيونية بتطبيقه من أن يستمر -على حد وصفه-.

## الله والإنسان والكون
بعد مناقشة الكاتب لبعض الآراء المادية ونقدها لما يراه تناقضا واضحا فيها من حيث إنكار الغيب عندما يتعلق الأمر بالخالق، وقبوله عندما يتعلق بمخلوق. يضرب مثالا على ذلك بالإلكترون والموجة الكهرومغناطيسية حيث أن الكنية والحقيقة مخفية ولا يعرف إلا آثارها، فلم يسبق لأحد أن شاهدها، فيقر المادي بوجودها ويقبل ذلك، ولكنه يرفض بالمثل أن يقال له بأن ذات الله عيب ولكن آثاره واضحة جلية، بل وقد يؤمن بغيبيات ليست أكثر من فرضيات عندما يتعلق الأمر بخلق الكون الذي لم يشهده الإنسان، وهو ما يراه الكاتب تناقضا، وهروبا من مسؤولية اعترافه بوجود خالق وغاية للخلق.
يذكر الكاتب بأن النفس البشرية هي غير ما يظهر من شكل وحواس وخواص للإنسان، فهو يرى سبق وجود للنفس قبل أن تسكن الجسد وتنفخ فيه الروح. يستشهد على ذلك بآية قرآنية عن استحضار الله للأنفس من ظهور الأجداد وشهودها جميعا بربوبيته ويذكر بأن الشهود غير الإقرار وهو أقوى منه، في ذلك الموقف وتلك المخاطبة من الله للخلق.
يلخص الكاتب رأيه حول الوجود الغيبي للأنفس وبأن حقيقتها في العمق ومن الصعب إدراك تلك الحقيقة بشكل كامل. أما الروح المنفوخة في النفس فهي سر مطلق لا يعلمه إلا الله، وهو -أي الكاتب- بذلك يدعو إلى التواضع، لأن حظ الإنسان من معرفة أسرار نفسه قليلة، فكيف يدعي معرفة نفوس ونيات الآخرين!

## روابط خارجية
- تحميل الكتاب أونلاين من موقع booksera